# William Sullivan (hokej na travi)
William Patrick Sullivan (Lonavla, Britanska Indija, 1910. – 1981.) je bivši indijski hokejaš na travi. 
Osvojio je zlatno odličje na hokejaškom turniru na Olimpijskim igrama 1932. u Los Angelesu igrajući za Britansku Indiju. Odigrao je jedan susret na mjestu napadača.

## Vanjske poveznice
- Profil na Database Olympics
- Profil na Sports-Reference.com  Arhivirana inačica izvorne stranice od 2. studenoga 2012. (Wayback Machine)